# منارة جزيرة رشقون
منارة جزيرة رشقون هي منارة توتيد تستخدم لملاحة القوارب التي ترسو في بني صاف. يقع قبالة قرية رشقون الساحلية في ولاية عين تموشنت في الجزائر.

## تاريخ

### عموميات
وُضع عدد قليل من الفوانيس البدائية النادرة بالقرب من الملاجئ التي كانت بمثابة ملجأ للمراكب البربرية؛ مثل الفانوس العادي الموجود على البرج العالي في حصن الصخرة. منذ السنوات الأولى للإحتلال الفرنسي، رُكبت شعلات أكثر كفاءة في أكثر النقاط المميزة. وهكذا في عام 1834، قام الفرنسيون بتركيب جهاز بدلاً من فانوس الجزائر العاصمة والذي يتكون من ضوء ثابت يعلوه تاج دوار يحمل 8 مصابيح مع عاكسات مرتبة لإنتاج ضوء كسوف لمدة 30 ثانية. في 30 ثانية.
التقرير الرسمي الأول الذي يتناول إنارة السواحل الجزائرية هو تقرير اللجنة البحرية الجزائرية لعام 1843 الذي يضع تقريراً كاملاً «عن التحسينات التي يجب إجراؤها على الأضواء الموجودة (الجديدة في ذلك الوقت)، للأضواء التي سيتم إنشاؤها. على الفور، يجب إشعال الشعلات بعد ذلك». نفذ على مدار عدة سنوات، مع التعديلات التي فرضها التقدم التقني وتطور الملاحة، والتي قررت لجنة المنارة لعام 1861 أهمها.
عُدلت الأجهزة بشكل دوري بين عامي 1860 و 1900. كان أبرز هذه التحسينات هو استبدال الزيت المعدني بالزيت النباتي في عام 1881 بعد ذلك، من خلال استخدام بعض شعلات المصابيح عند مستوى ثابت. في عام 1902، وُضع برنامج جديد لتحسين الإضاءة الساحلية من خلال إنشاء لجنة بحرية خاصة تبنت برنامجًا للإنجازات يوفر، من بين أمور أخرى، استبدال الأضواء الثابتة الموجودة عن طريق وميض الأضواء الغامضة مع أو بدون قطاعات زاهية الألوان. البرنامج الذي نُفذ بالكامل من 1904 إلى 1908 باستثناء الرصيف الشمالي لميناء الجزائر. في عام 1924 تابع كبير المهندسين لخدمة المنارة المركزية كهربة الأضواء الرئيسية وأضواء الموانئ منذ البعثة العلمية إلى الجزائر.
بالإضافة إلى ذلك، تم تشغيل أربعة أجهزة راديوية ؛ في منارة الأميرالية بالجزائر العاصمة (1931)، في رأس الإبرة (1938)، في رأس كاكسين (1938) وفي رأس ماتيفو (1942). كما خططت الخدمات الفنية لإنشاء أربعة مبانٍ إضافية في غضون فترة زمنية قصيرة في رأس تنس، ورأس بنقوت، ورأس بوقارون، ورأس العسة.

### تاريخ المنارة
تم بناء منارة جزيرة رشقون في عام 1870. 

## مميزات
بنيت المنارة على جزيرة رشقون شمال غرب بني صاف. يمكن الوصول إليها باستخدام قارب. شيدت المنارة على منحدر في الجزء الشمالي من الجزيرة، وهو عبارة عن برج حجري مربع يبلغ ارتفاعه 18,9 م عند سفحه مبنى يستخدم مسكنًا للحراس. يوجد جنوباً في محيط المنارة ملحقات الغرف الفنية.
ترتفع المنارة إلى 84,4 م فوق مستوى سطح البحر.
يتم توفير الإضاءة بضوء أحمر بوميضين في 10 ثوانٍ من 20 ميلاً بحريًا أو ما يقرب من 37 كم . تومض الأضواء بالألون عندما يمثل القطاع البحري مخاطر محتملة.
توفر الإضاءة بضوء ابيض مع 3 ومضات في 15 ثانية. يبلغ مدى الإضاءة 22 ميلا بحريا، أو حوالي 41 كم  مما يجعلها منارة من الدرجة الثانية.
يتم تزويده بالكهرباء بواسطة بطارية من الألواح الشمسية بقوة المصباح 1 100 أمبير لجهد 24 فولط مع مولد كهربائي للتدعيم

## منشورات
- زين الدين زيبار، محمد بلحي، المنارات والجزائر، القصبة، الجزائر 2015

## روابط خارجية
- موقع الديوان الوطني للإشارات البحرية